# Sea Boys
Sea Boys is een Surinaamse voetbalclub. De club heeft het Emiel Briel Stadion in Lelydorp als thuisbasis.
Sea Boys  komt uit in de Tweede Divisie van de Surinaamse Voetbal Bond (stand 2019). De club werd in 2019 kampioen van de LSB (Lelydorp Sportbond).